# The Cure For Insomnia
The Cure for Insomnia (zu Deutsch etwa „Die Heilung der Schlaflosigkeit“) ist ein Film unter der Regie von John Henry Timmis IV und war bei seiner Veröffentlichung 1987 offiziell als längster Film mit einer Dauer von 5220 Minuten (87 Stunden) im Guinness-Buch der Rekorde geführt. Der Film jedoch selbst hat keine eigene Handlung und zeigt lediglich Lee Groban dabei, wie er seinen 4080-seitigen Roman „The Cure for Insomnia“ dreieinhalb Tage lang vorliest, verstärkt mit gelegentlichen Heavy-Metal-Clips und pornografischen Darstellungen.
Die Filmlänge wurde 2006 von dem 95-stündigen Werk Matrjoschka der deutschen Künstlerin Karin Hoerler um acht Stunden überboten.
Der Film wurde zum ersten Mal in vollem Umfang am Art Institute of Chicago, Illinois, vorgeführt und lief dort vom 31. Januar bis zum 3. Februar 1987 ununterbrochen. Heute gilt der Film als verschollen.